# Willy Gervin
Willy Viggo Gervin (ur. 28 listopada 1903 w Kopenhadze, zm. 8 lipca 1951 w Roskilde) – duński kolarz torowy, brązowy medalista olimpijski oraz dwukrotny medalista mistrzostw świata.

## Kariera
Pierwszy sukces w karierze Willy Gervin osiągnął w 1929 roku, kiedy zdobył brązowy medal w sprincie indywidualnym amatorów podczas mistrzostw świata w Zurychu. W zawodach tych wyprzedzili go jedynie Holender Antoine Mazairac oraz Brytyjczyk Syd Cozens. Na rozgrywanych dwa lata później mistrzostwach świata w Kopenhadze Duńczycy zajęli całe Podium: wygrał Helge Harder, drugi był Gervin, a trzecie miejsce zajął Anker Meyer Andersen. Willy Gervin wystąpił ponadto na igrzyskach olimpijskich w Los Angeles w 1932 roku, gdzie wspólnie z Haraldem Christensenem zdobył brązowy medal w wyścigu tandemów. Na tych samych igrzyskach rywalizację w sprincie indywidualnym zakończył na piątej pozycji. W 1930 roku zdobył złoty medal w wyścigu na 1 km oraz brąz na dystansie 10 km podczas mistrzostw krajów nordyckich, a w 1929 roku był mistrzem kraju w sprincie.